# 臭蚤草
臭蚤草（学名：Pulicaria insignis）是菊科蚤草属的植物，是中国的特有植物。分布在中国大陆的西藏等地，生长于海拔4,000米至4,310米的地区，多生长于石砾坡地、山脊岩石上以及草丛中，目前已由人工引种栽培。